# Augusts Voss
Augusts Voss (russisch Август Эдуардович Восс; * 17. Oktoberjul. / 30. Oktober 1916greg. im Gouvernement Omsk, Russisches Kaiserreich; † 10. Februar 1994 in Moskau, Russland) war ein lettisch-sowjetischer Politiker.

## Leben
Augusts Voss war im Zweiten Weltkrieg Politoffizier der Roten Armee. Danach war er Apparatschik der Kommunistischen Partei Lettlands (LKP), dem lettischen Ableger der Kommunistischen Partei der Sowjetunion. Von 1966 bis 1984 war er der Generalsekretär bzw. Erste Sekretär der LKP. 1984 wurde er auf den Posten des Vorsitzenden des Nationalitätenrates abgeschoben. Sein Nachfolger wurde Boris Pugo.

## Auszeichnungen (Auswahl)
- Leninorden